# Pseudoeurydesmus acuminatus
Pseudoeurydesmus acuminatus är en mångfotingart som beskrevs av Christoph D. Schubart 1954. Pseudoeurydesmus acuminatus ingår i släktet Pseudoeurydesmus och familjen Chelodesmidae. Inga underarter finns listade i Catalogue of Life.